# Юльский, Цезарий
Цеза́рий Ю́льский (пол. Cezary Julski, 23 июня 1927 года, Вольштын, Польша — 19 августа 1997 года, Варшава, Польша) — польский актёр театра и кино. Имел характерный голос и был также актёром озвучивания.
Похоронен на Брудновском кладбище в Варшаве.

## Избранная фильмография
- 1952 — Первые дни — член банды
- 1953 — Целлюлоза — приятель Барона
- 1954 — Поколение — извозчик
- 1955 — Часы надежды — капо
- 1957 — Ева хочет спать — Крушина
- 1957 — Сокровище капитана Мартенса — Юзек Целяс
- 1958 — Галоши счастья — «Грабенников» в представлении в пожарном депо
- 1958 — Вольный город — фотограф
- 1958 — Король Матиуш I / Król Macius I
- 1960 — Крестоносцы — Завиша Чёрный
- 1960 — Тысяча талеров — Весек
- 1961 — Минувшее время — «Рыжий», член диверсионной группы
- 1962 — Комедианты — Борыс
- 1963 — Почтенные грехи — слуга
- 1963 – Беспокойная племянница – "Дитя"
- 1964 — Барбара и Ян (телесериал) — охрана в нелегальном казино (только в серии 7)
- 1964 — Первый день свободы — насильник Инги
- 1965 — Домашняя война (телесериал) — парикмахер (только в серии 2)
- 1965 — Всегда в воскресенье — учитель
- 1966 — Бич Божий — мясник
- 1966 — Брак по расчёту — Келькевич
- 1967 — Париж-Варшава без визы — пилот самолёта посла
- 1968 — Человек с ордером на квартиру — сосед Томаша
- 1969 — Освобождение — немецкий солдат
- 1970 — Перстень княгини Анны — крестоносец
- 1971 — Голубое, как Чёрное море — отец на пляже
- 1971 — Беспокойный постоялец — Ковальский, пожарный
- 1971 — Миллион за Лауру — «Наполеон»
- 1972 — Освобождение — немецкий солдат
- 1973 — Чёрные тучи (телесериал) — Блазовский
- 1973 — Яношик (телесериал) — австрийский капитан / палач
- 1974 — Нет розы без огня — гардеробщик в ресторане
- 1975 — Ночи и дни — Антони Калужны, крестьянин в Сербинове
- 1980 — Мишка — клиент киоска с газетами в деле жены, которой выпали волосы
- 1983 — Альтернативы 4 (телесериал) — Франусь Левандовский, гость на свадьбе (только в серии 8)
- 1986 — Предупреждения (телесериал) — участник аукциона (только в серии 15)